# Alerte météorologique
Pour les articles homonymes, voir Alerte et Alerte météo.
Une alerte météorologique est un bulletin d'avertissement de l'imminence de phénomènes météorologiques dangereux. La plupart des pays ont un tel système de bulletins. Dans certains pays, ceux-ci sont suivis immédiatement de mesures d'urgence et d'alerte aux populations pour mettre à l'abri la population et les biens. Dans d'autres, les autorités vont les utiliser comme informations pour décider des mesures appropriées.

## Belgique
La Belgique suit le système français de Vigilance :
- Vert : pas de vigilance en cours ;
- Jaune : être vigilant car un phénomène météorologique violent peut se produire dans un maximum 48 heures (pluie, neige, vent, orages violents, etc.) ;
- Orange : être vigilant et suivre les conseils car un phénomène météorologique violent peut se produire dans un maximum 24 heures ;
- Rouge : prendre des mesures pour minimiser les dommages ou les blessures car le phénomène météorologique violent peut se produire dans un maximum 12 heures.

## Canada
Au Canada, le Service météorologique du Canada est chargé d'émettre différents bulletins pour la santé et la sécurité. Ci-dessous on trouve les phénomènes dangereux considérés par le SMC et les différents types de bulletins émis.

### Types de bulletins

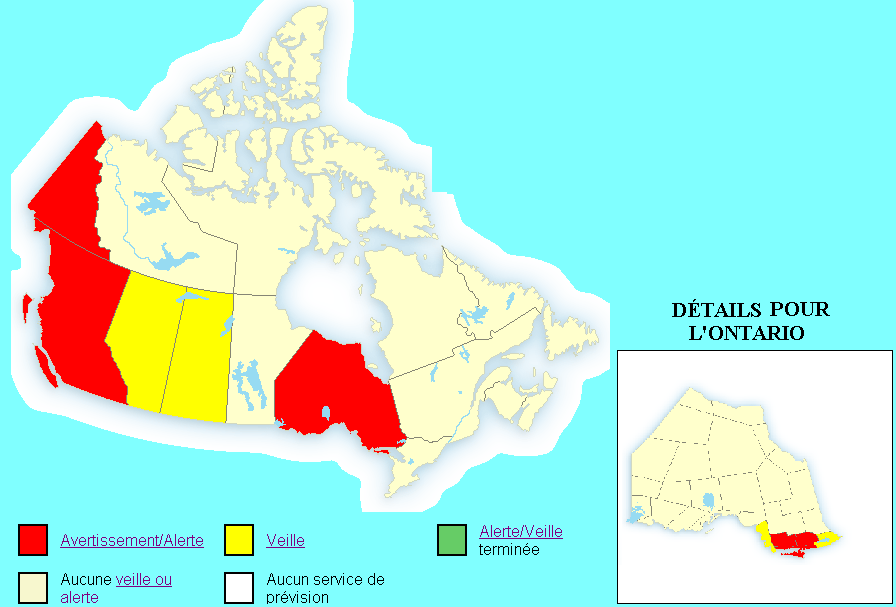
Exemple de page de bulletin d'avertissement

- Bulletins météorologiques spéciaux : il s'agit de messages destinés au public pour avertir de conditions dangereuses à moyen terme, par exemple l'approche d'un système météorologique important mais dont la trajectoire est incertaine et qui n'affectera certaines régions que dans plus de 36 heures.
- Veille : message destiné à avertir la population de l'approche d'un système météorologique entre 18 et 36 heures ou du potentiel de développement d'orages violents à l'intérieur de 6 heures.
- Avertissement ou alerte :
  - Alerte : message pour avertir de l'approche d'un phénomène violent à très petite échelle, comme un orage tornadique, dans la prochaine heure ;
  - Avertissement : message pour avertir de l'approche d'un système à grande échelle, comme une tempête de neige, dans moins de 18 heures.

### Types de phénomènes prévus

#### Grand public
- Précipitations abondantes (pluie, neige) ;
- Visibilité réduite (bourrasque de neige, poudrerie, blizzard, brouillard) ;
- Vents violents ;
- Pluie verglaçante ;
- Refroidissement éolien extrême ;
- Indice humidex extrême, dit de « chaleur accablante » ;
- Onde de tempête, qui peut envahir les rives lorsque les vents forts augmentent la hauteur maximale de la marée haute, en général en situation de tempêtes hivernales ou de passage d'ouragans ;
- Orages destructeurs (grêle, rafale descendante, tornade, pluie torrentielle soudaine) ;
- Mauvaise qualité de l'air;
- Avalanche.

#### Utilisateurs particuliers
- pour les marins, les pêcheurs et les plaisanciers, selon l'échelle de Beaufort :
  - Coups de vent ;
  - Vents de tempête ;
  - Vents de force d'ouragan ;
  - Ligne de grain ;
  - embruns verglaçants ;
- pour les agriculteurs :
  - Gel ;
- pour l'aviation :
  - AIRMET pour des modifications significatives aux prévisions de zone ;
  - SIGMET pour des conditions de vol dangereuses organisées (turbulence, orages, givre, etc.).

### Forme
On retrouve ces bulletins :
- Sur les circuits de presse sous forme écrite ;
- Sur le site d'Environnement Canada sous forme de cartes avec les régions affectées en :
  - rouge pour les avertissements et les alertes,
  - jaune pour les veilles,
  - orangé pour les bulletins spéciaux ;
  - vert pour les veilles, alertes ou avertissements terminés
- Diffusés par Radiométéo, un réseau de transmission dans la bande FM qui appartient à Environnement Canada.

## États-Unis
Le National Weather Service (NWS), le service météorologique des États-Unis, suit un procédure de veilles et alertes similaires à celle du Canada. Les critères sont généralement les mêmes mais le nom des bulletins peut varier.
Il existe également un bulletin plus élevé d'alerte pour les tornades appelé « urgence de tornade ». Ces bulletins sont utilisés par le NWS lors de l'occurrence de tornades particulièrement intenses et imminentes dans des zones très peuplées. Il ne s'agit pas d'un nouveau type d'alerte, l'émission d'une urgence de tornade s'insère dans une alerte de tornade régulière et signifie que des dommages extrêmes et étendus sont attendus avec une forte probabilité de nombreux décès,. Ils sont destinés à communiquer l'urgence de la situation météorologique au grand public, qui est alors invité à prendre des précautions de sécurité immédiatement s'il se trouve dans ou à proximité de la trajectoire projetée d'une grande tornade ou de l'orage qui l'accompagne. Les urgences font généralement suite à des signalements significatifs d'observateurs sur la trajectoire de la tornade et aux données du radar météorologique.

## France

Exemple de carte vigilance de Météo-France (carte du 24 janvier 2009 lors de la Tempête Klaus)

En France, la vigilance météorologique est une procédure mise en place par Météo-France en collaboration avec le ministère de l'Intérieur, le ministère de l'Équipement, des Transports, de l'Aménagement du territoire, du Tourisme et de la Mer, et le ministère de l'Écologie et du développement durable, pour informer les Français et les pouvoirs publics en cas de phénomènes météorologiques dangereux en France. Les phénomènes pris en compte sont :
Météo
- Vent violent
- Pluie-inondation
- Orages
- Neige-verglas
- Avalanches
- Canicule
- Grand froid
- Inondation

Phénomènes côtiers
- Vigilance vague-submersion

### Objectifs
1. Donner aux autorités publiques, aux échelons national, zonal et départemental, les moyens d'anticiper, par une annonce plus précoce, une crise majeure ;
2. Fournir aux préfets, aux maires et aux services opérationnels les outils de prévision et de suivi permettant de préparer et de gérer une telle crise ;
3. Assurer simultanément l'information la plus large des médias et des populations en donnant à ces dernières les conseils ou consignes de comportement adaptés à la situation. Le support de la procédure d'appel est constitué par une « carte de vigilance » publiée quotidiennement par Météo-France pour la période des 24 heures à venir. Le niveau de vigilance nécessaire et indispensable vis-à-vis des conditions météorologiques à venir est présenté sous une échelle de quatre couleurs figurant en légende de la carte ci-après.

### Échelle de vigilance
| Niveau vert   | Pas de vigilance particulière  | Pas de vigilance particulière |
| Niveau jaune  | Soyez attentifs                | Si vous pratiquez des activités sensibles au risque météorologique ou à proximité d'un rivage ou d'un cours d'eau, des phénomènes habituels dans la région mais occasionnellement et localement dangereux (ex. mistral, orage d’été, montée des eaux, fortes vagues submergeant le littoral ) sont en effet prévus ; tenez-vous au courant de l’évolution de la situation. |
| Niveau orange | Soyez très vigilants           | Des phénomènes dangereux sont prévus ; tenez-vous au courant de l’évolution de la situation et suivez les conseils de sécurité émis par les pouvoirs publics. |
| Niveau rouge  | Une vigilance absolue s’impose | Des phénomènes dangereux d’intensité exceptionnelle sont prévus ; tenez-vous régulièrement au courant de l’évolution de la situation et respectez impérativement les consignes de sécurité émises par les pouvoirs publics. |

Une carte de France représentant les départements est disponible sur le site de Météo France en permanence. Elle vise à attirer l'attention de tous sur des situations qui peuvent être dangereuses dans les 24 heures à venir. Elle signale si un danger menace un ou plusieurs départements dans les 24 heures : chaque département est coloré en vert, jaune, orange ou rouge, selon la situation météorologique et le niveau de vigilance nécessaire. Cette carte est réactualisée deux fois par jour, à 6 h et 16 h. Si un changement notable intervient, elle peut être réactualisée à tout moment.
- En cas de phénomène dangereux de forte intensité, la zone concernée apparaît en orange, c'est une vigilance de niveau ORANGE.
- En cas de phénomène très dangereux d'intensité exceptionnelle, la zone concernée apparaît cette fois en rouge, c'est une vigilance de niveau ROUGE.
- En cas de vigilance de niveau ORANGE ou ROUGE, des pictogrammes indiquent la nature du danger. La carte est accompagnée de bulletins de suivi qui sont réactualisés aussi fréquemment que nécessaire. Ces bulletins précisent l'évolution du phénomène, sa trajectoire, son intensité et sa fin, ainsi que les conséquences possibles de ce phénomène et des conseils de comportement définis par les pouvoirs publics.

En cas de vigilance orange ou rouge, un bulletin de suivi est alors disponible pour suivre l'évolution météo.

## Suisse
En Suisse, les alertes météorologiques sont appelés généralement des avis ou avertissements.
Bien que les entreprises privées de météorologie puissent émettre des avertissements, seul ceux de MétéoSuisse sont officiellement reconnus par les autorités.

### Types de phénomènes prévus
- Vent, dès 25 kt (46 km/h)
- Orage violent, prévu ou formé
- Pluie abondante, dès 50 mm/24 h en plaine
- Fortes chutes de neige, dès 10 cm/24 h en plaine
- Verglas, dès 5 cm/24 h en plaine ou neige sur route et température de la route négative ou pluies/brouillard givrant ou pluie verglaçante
- Canicule, dès 3 jours avec un indice de chaleur supérieur à 90 °F
- Gel au sol.

### Degrés de danger
| Degré 1 (vert)        | Peu ou pas de danger | L'évolution du temps est normale pour la saison et sans danger particulier. Des phénomènes significatifs peuvent toutefois survenir localement, même si aucune alerte n'a été émise. |
| Degré 2 (jaune)       | Danger limité        | Des événements météorologiques sont attendus qui, bien que dangereux, ne sont pas inhabituels pour la saison.                                                                        |
| Degré 3 (orange)      | Danger marqué        | Un événement météorologique est attendu dont l'intensité, à la limite de la norme pour la saison, est à prendre au sérieux.                                                          |
| Degré 4 (rouge)       | Fort danger          | Un événement météorologique dangereux et d'une intensité inhabituelle pour la saison est attendu.                                                                                    |
| Degré 5 (rouge foncé) | Très fort danger     | Un événement météorologique très dangereux et d'une intensité exceptionnelle est attendu.                                                                                            |

### Avis de tempête sur les lacs
Des feux à éclipses orange sont installés sur les rives des lacs. Ils sont allumés en cas d'avertissement de vent de degré 2 (jaune) sur les lacs comme suit :
- 40 clignotements par minute : Avis de gros vent, rafales entre 25 et 33 kt (46 et 61 km/h)
- 90 clignotements par minute : Avis de tempête, rafales supérieures à 33 kt (61 km/h)

### Diffusion
Les avertissements sont diffusés par page Internet, courriel, application mobile, SMS.
En cas de fort dangers ou très fort dangers prévu, les avertissements sont diffusés à travers le système ICARO en interrompant les programmes radio et en affichant des bandeaux texte sur les programmes TV. Les sirènes du système d'alerte et transmission de l'alarme à la population ne sont pas déclenchées pour les dangers naturels.